# Neschow
Neschow ist ein Ortsteil der Gemeinde Carlow im Landkreis Nordwestmecklenburg in Mecklenburg-Vorpommern.
Der Ort liegt nordwestlich des Hauptortes Carlow an der Landesstraße L 02. Östlich fließt die Maurine, ein linker Nebenfluss der Stepenitz.

## Baudenkmale
In der Liste der Baudenkmale in Carlow (Mecklenburg) sind für Neschow fünf Baudenkmale aufgeführt.